# Isansäure
Isansäure ist eine ungesättigte, konjugierte Fettsäure, die zwei Dreifachbindungen sowie eine terminale Doppelbindung aufweist. Sie zählt zu den Diinen und Eninen sowie zu den Alkin- und Alkensäuren. Sie ist ein Isomer der Exocarpsäure. Die verwandte Isanolsäure trägt gegenüber der Isansäure zusätzlich eine Hydroxygruppe.

## Vorkommen

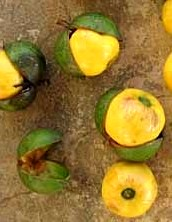
Das Samenöl von Ongokea gore enthält Isansäure

Isansäure kommt im Isanoöl aus den Samen des afrikanischen Baumes Ongokea gore aus der Familie der Olacaceae vor, wo sie mit 32–36 % den Hauptanteil ausmacht. Zuerst isoliert wurde sie schon 1896, die Struktur wurde jedoch erst 1940 endgültig aufgeklärt.

## Synthese
Die Synthese der Isansäure ist ausgehend von 10-Undecinsäure möglich.